# Giorgi Baramidze
Giorgi Baramidze (gruzínsky: გიორგი ბარამიძე) (narozen 5. ledna 1968 v Tbilisi) je gruzínský politik. V současnosti zastává funkci místopředsedy vlády Gruzie a ministra pro euroatlantickou integraci.

## Vzdělání
V letech 1986–1988 po ukončení středoškolského vzdělání Baramidze podstoupil základní vojenskou službu a po vojně se přihlásil na Gruzínskou Technickou Univerzitu, kde v roce 1992 získal diplom v oboru chemie. Potom v roce 1995 postgraduálně studoval v Německu na George C. Marshall European Center for Security Studies a nakonec na Institutu diplomacie (ISD) při Georgetown University ve Washingtonu v letech 1998–1999.

## Politická kariéra
Do politiky Baramidze vstoupil koncem osmdesátých let přes Stranu zelených a v letech 1991 až 1992 zastával funkci jejího generálního tajemníka. Od června do října 1992 pracoval jako zástupce ředitele Úřadu pro ochranu lidských práv a Výboru pro vztahy s národnostními menšinami Gruzínské republiky. Ještě téhož roku se Baramidze dostal do parlamentu a až do roku 1995 působil v parlamentním výboru pro ochranu lidských práv a pro záležitosti národnostních menšin. Při válce s Abcházií vedl kancelář Strany zelených, která koordinovala humanitární pomoc, evakuaci uprchlíků a akce, jež měly za úkol osvobodit gruzínské zajatce z abchazských rukou.
V roce 1994 vstoupil do Ševardnadzeho strany Svaz občanů Gruzie a po volbách v roce 1995 až 1999 předsedal parlamentní frakci Svazu občanů. V té době také předsedal parlamentní vyšetřovací komisi vytvořené za účelem boje s korupcí. Po dalších volbách byl v letech 1999 až 2000 předsedou parlamentního výboru pro obranu a bezpečnost. Během tohoto funkčního období se stal jedním z vedoucích činitelů uskupení tzv. „Sjednocených demokratů“ a přešel do opozice.

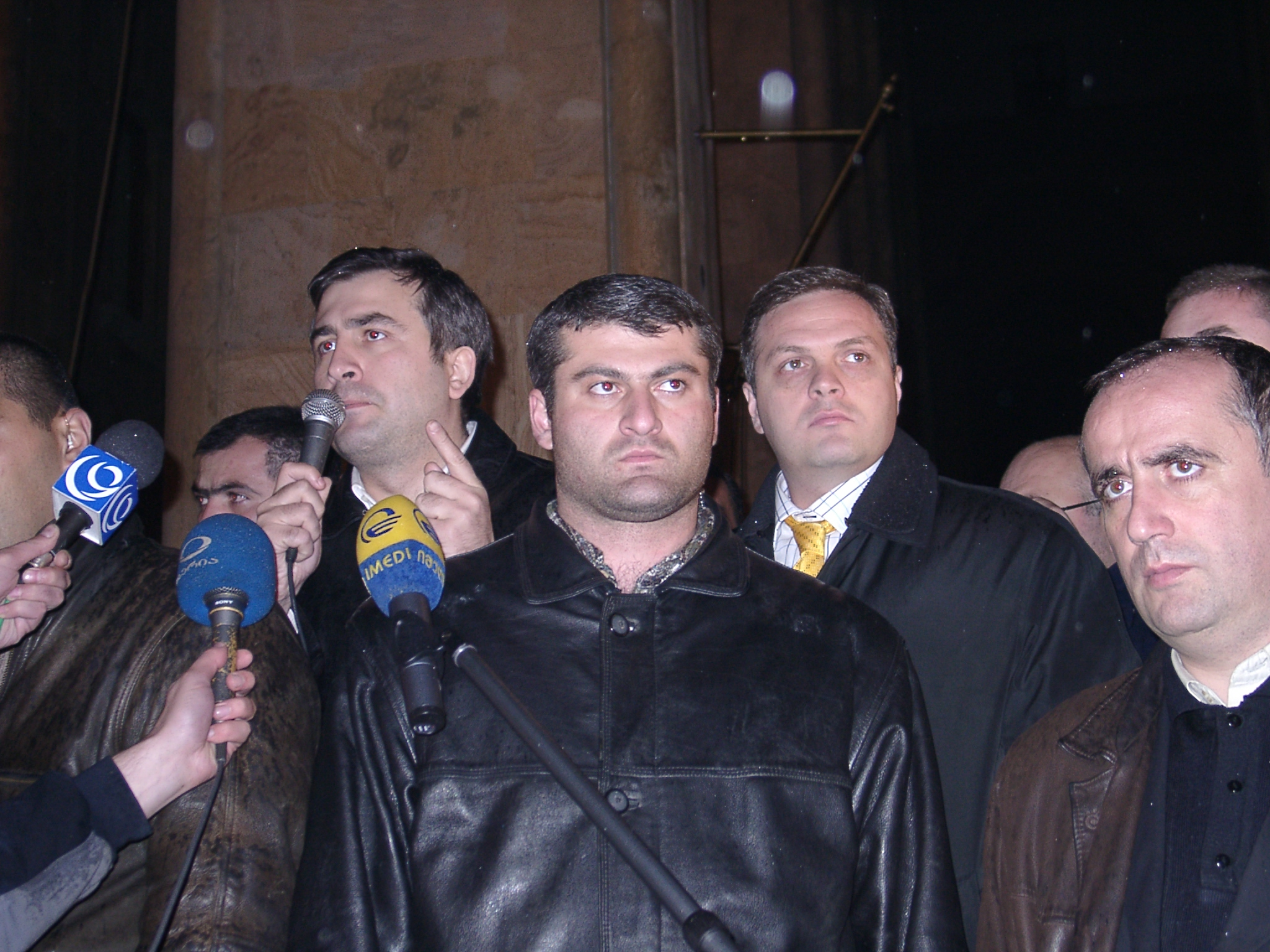
Giorgi Baramidze při Revoluci růží. Na obrázku druhý zprava.

Během Růžové revoluce v listopadu 2003 se Baramidze aktivně účastnil akcí opozice a po pádu vlády Ševardnadzeho vykonával až do června 2004 funkci ministra vnitra, když byl jmenován v nové vládě ministrem obrany. V prosinci téhož roku získal post místopředsedy vlády a z ministerstva obrany se přesunul do křesla státního ministra pro euroatlantickou integraci. Jeho nástupce na ministerstvu obrany obvinil Baramidzeho z korupce, ale následné vyšetřování nepřineslo žádné obvinění.
3. února 2005 byl Baramidze po smrti premiéra Žvaniji dočasně pověřen výkonem funkce, předsedy vlády, než byl vybrán jeho nástupce Zurab Nogaideli.
V roce 2012 Baramidze rezignoval na svou funkci ministra pro euroatlantickou integraci, aby se mohl věnovat předvolební kampani do parlamentních voleb v roce 2012, když kandidoval v okrsku Batumi. Přestože Sjednocené národní hnutí utrpělo ve volbách porážku, mandát poslance získal a 21. října 2012 se stal jedním z místopředsedů parlamentu jako zástupce opozice.
O rok později neúspěšně kandidoval jako jeden ze čtyř kandidátů v primárkách Saakašviliho strany na post prezidenta Gruzie.